# 蜡酸
蜡酸，又称二十六酸，是一种拥有26个碳原子的长链饱和脂肪酸，化学式为CH3(CH2)24COOH。它最常出现于蜂蜡和棕榈蜡中。它是一种白色固体，但可能会因杂质而呈黄色。
蜡酸的英语名称——cerotic acid来源于拉丁词语cerotus，衍生自古希腊词κηρός（keros），意思是蜂蜡或蜂窝。
蜡酸也是一种非常长链脂肪酸，通常与肾上腺脑白质失养症有关。这个疾病往往由过氧化物酶体中未经代谢的脂肪酸链（包括蜡酸）的过度饱和引起。